# شک‌گرایی فلسفی
شک‌گرایی فلسفی (به یونانی: σκέψις، به معنی تحقیق) یک مکتب فکری فلسفی و همچنین یک روش است که فرهنگ‌ها و روش‌های مختلف را دربرمی‌گیرد. بسیاری شک‌گرایان سیستم‌های معنایی زمان خود را به پرسش می‌گیرند، که غالباً موجب ابهام و شک می‌شود. این شک‌گرایی می‌تواند از ناباوری به راه حل‌های معاصر فلسفی باشد تا ندانم‌گرایی یا حتی رد واقعیت جهان خارج. یک نوع آن، شک‌گرایی علمی، به تحلیل انتقادی ادعاهای فاقد شواهد تجربی اختصاص دارد. ما همگی نسبت به برخی مسائل شکاک هستیم، به ویژه چون همیشه مخالفت و شک از هم قابل تمایز نیستند. با این حال شک‌گرایی فلسفی، جنبشی قدیمی با انواع مختلف و متضاد است که بر این است که حداقل به یک چیز می‌توان یقین داشت، اما اگر یقین داشتن به معنی قطعی بودن یا بی‌قید و شرط بودن باشد، در این صورت این ادعا که نسبت به چیزی می‌تواند واقعاً یقین داشت مورد شک است. در حقیقت، بسیاری فیلسوفان هلنی ادعا می‌کنند که این ادعا که حداقل یک چیز مسلم است به دگماتیسم می‌انجامد.
شک‌گرایی فلسفی با شک‌گرایی متدولوژیکی تفاوت دارد. به این شکل که شک‌گرایی فلسفی روشی است که در آن امکان قطعیت دانستن انکار می‌شود؛ ولی در شک‌گرایی متدولوژیک روشی است که در آن تمام ادعاهای دانستن با هدف جدا کردن ادعاهای درست از نادرست موشکافی دقیق می‌شوند.